# 541
541 (DXLI) je bilo navadno leto, ki se je po julijanskem koledarju začelo na torek.

## Dogodki
- 1. januar

## Smrti
- Ildibad, kralj Ostrogotskega kraljestva (* ni znano)